# Keith Mackay
Keith Gordon Mackay (Wellington, 1956. december 8. – ) új-zélandi válogatott labdarúgó. 

## Pályafutása

### Klubcsapatban
1977 és 1978 között a Nelson United játékosa volt. 1979 és 1981 között a Gisborne City csapatában játszott. 1981-ben a Christchurch United, 1982-ben a Gisborne City együttesében szerepelt. 1983 és 1984 között a Manurewa csapatát erősítette. 1987-ben a North Shore United játékosa volt. 

### A válogatottban
1980 és 1984 között 36 alkalommal szerepelt az új-zélandi válogatottban és 1 gólt szerzett. 1980. augusztus 20-án mutatkozott be egy 4–0-ás Mexikó elleni győzelem alkalmával. Részt vett az 1982-es világbajnokságon, ahol a Skócia, a Szovjetunió és a Brazília elleni csoportmérkőzésen is kezdőként lépett pályára.